# Miracolo eucaristico di Vilakkannur
Il miracolo eucaristico di Vilakkannur sarebbe avvenuto nell'omonima località indiana il 13 novembre 2013: nella chiesa di Cristo Re, durante la messa del mattino sarebbe apparso sull'ostia il volto di Gesù. Il 31 maggio 2025 la Chiesa cattolica ha riconosciuto ufficialmente quanto accaduto come miracolo eucaristico.  

## Storia
A Vilakkannur, nello stato indiano del Kerala, la mattina del 13 novembre 2013 era in corso, nella chiesa di Cristo Re, una celebrazione eucaristica presieduta del parroco Thomas Pathickal, alla presenza della locale comunità della Chiesa cattolica siro-malabarese. Durante l'elevazione il celebrante notò che sull'ostia consacrata era comparsa una macchia di sangue, che divenne più grande e luminosa fino a diventare un volto, che venne identificato con il volto di Gesù. Le analisi effettuate successivamente su di un campione eucaristico hanno rivelato l'appartenenza al gruppo sanguigno AB, lo stesso emerso dai test sulla Sindone di Torino e sul sudario di Oviedo. La particola venne prima esposta all'adorazione dei fedeli, richiamando migliaia di pellegrini, poi fu affidata all'arcidiocesi siro-malabarese di Tellicherry per effettuare gli esami richiesti dalla Chiesa in questi casi. Nel 2020 l'ostia fu affidata all'allora nunzio apostolico in India, l'arcivescovo Giambattista Diquattro. 
L'annuncio del riconoscimento vaticano è stato dato il 9 maggio di quest'anno da monsignor Joseph Pamplany, arcivescovo di Tellicherry. Il 31 maggio 2025, durante una solenne celebrazione tenuta a Vilakkannur e presieduta dal nunzio apostolico monsignor Leopoldo Girelli, la Chiesa cattolica ha riconosciuto ufficialmente come miracolo eucaristico quanto accaduto. L'arcivescovo Pamplany ha dichiarato che "questo miracolo contribuisce a rafforzare la fede nella presenza reale di Gesù nell'Eucaristia", ma ha anche ricordato che "la presenza reale di Gesù nell'Eucaristia è una verità di fede indipendente dai miracoli e fondata sulla parola di Cristo". Il nunzio apostolico ha espresso l'augurio che "la chiesa di Cristo Re a Vilakkannur diventi un luogo di riconciliazione e di unità per la Chiesa siro-malabarese", riferendosi alle profonde divisioni presenti in questa chiesa orientale intorno alla liturgia della messa, chiamata nella lingua locale "Santa Qurbana".